# Sigurd Anderson
Sigurd Anderson (* 22. Januar 1904 in Arendal, Norwegen; † 21. Dezember 1990 in Webster, South Dakota) war ein US-amerikanischer Politiker (Republikanische Partei) und von 1951 bis 1955 der 19. Gouverneur des Bundesstaates South Dakota.

## Leben
Im Alter von zwei Jahren wanderte Sigurd Anderson mit seinen Eltern von Norwegen nach Amerika aus. Die Familie ließ sich im Lincoln County in South Dakota nieder. Dort besuchte Sigurd die örtlichen Schulen. Nach einem Jurastudium an der University of South Dakota und seiner Zulassung als Rechtsanwalt praktizierte er in seinem neuen Beruf in Webster. Zwischen 1939 und 1941 war Anderson Staatsanwalt im Day County und von 1941 bis 1943 fungierte er als stellvertretender Attorney General seines Staates. Nach einem dreijährigen Militärdienst in der US-Marine während des Zweiten Weltkrieges wurde er zwischen 1947 und 1951 Attorney General von South Dakota. Im Jahr 1950 wurde er als Kandidat zum neuen Gouverneur des Staates gewählt.
Anderson trat sein Amt am 2. Januar 1951 an. Nach einer Wiederwahl im Jahr 1952 konnte er es bis zum 4. Januar 1955 ausüben. In dieser Zeit wurden die Gehälter im öffentlichen Dienst angehoben und die Veteranen des Koreakrieges erhielten die gleichen Vergünstigungen wie die des Zweiten Weltkrieges. Der Gouverneur senkte die Umsatzsteuer und förderte den Ausbau des Straßennetzes. In seiner Zeit gingen die Bauarbeiten an den Staudämmen entlang des Missouri weiter. Dieses Projekt war bereits Ende der 1940er Jahre unter Gouverneur Merrell Q. Sharpe geplant worden und sollte sich noch bis in die 1960er Jahre hinziehen. Die Wichtigkeit dieses Projekts zeigte sich im Jahr 1952, als ein starkes Hochwasser wieder enorme Schäden anrichtete. Mit den Dämmen hoffte man, dieses Problem in Zukunft besser unter Kontrolle bringen zu können. Anderson setzte sich auch für die Schul- und Gesundheitspolitik ein.
Nach Ablauf seiner Amtszeit wurde er Mitglied der Bundeshandelskommission (Federal Trade Commission). Im Jahr 1964 kehrte er nach Webster zurück, wo er wieder als Anwalt arbeitete. Zwischen 1967 und 1975 war er Richter im Fünften Gerichtsbezirk South Dakotas. Danach zog er sich in den Ruhestand zurück. Sigurd Anderson starb im Dezember 1990. Er war mit Vivian Walz verheiratet, mit der er ein Kind hatte.